# Avenida Chapultepec

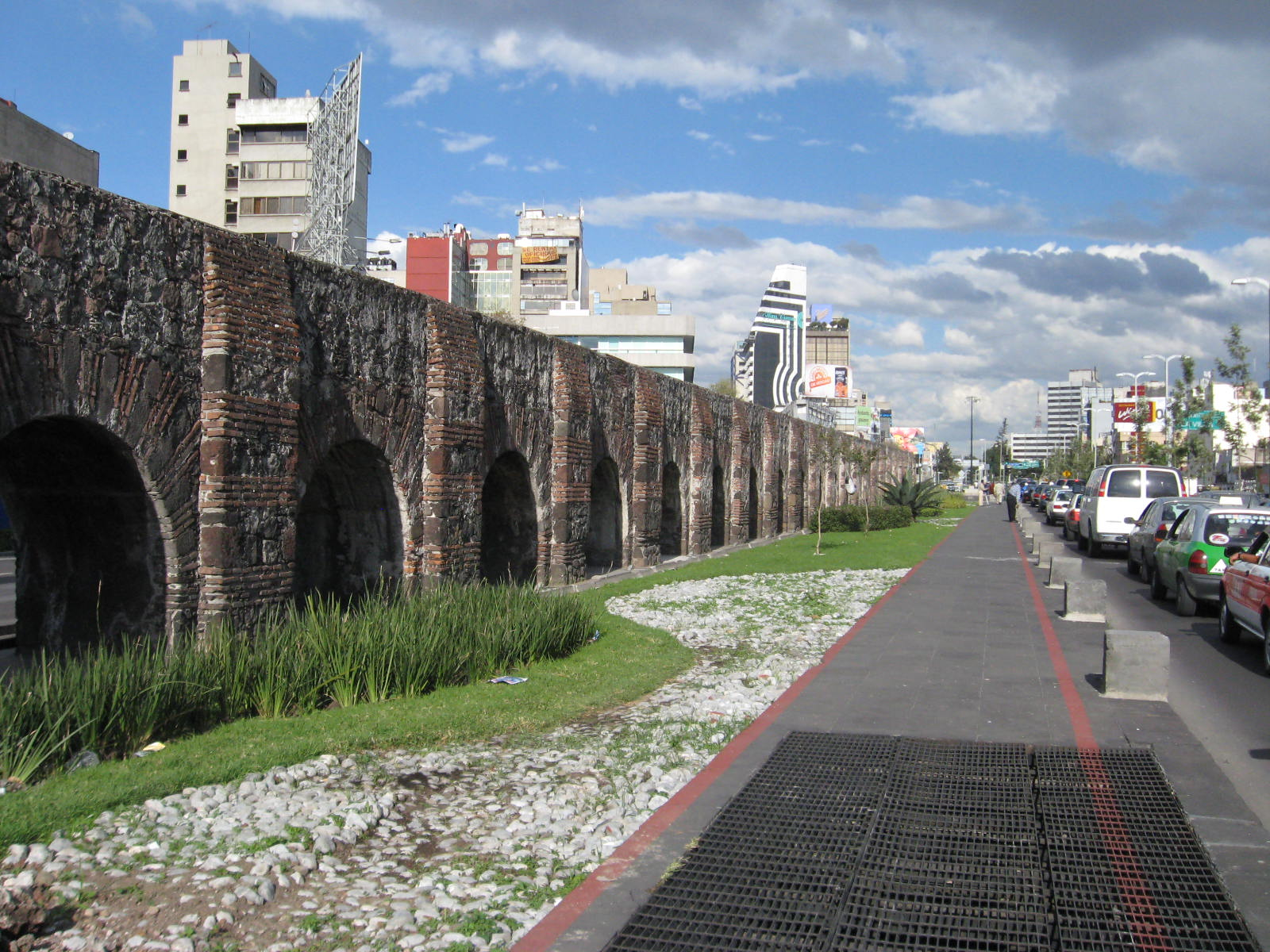
Avenida Chapultepec

De Avenida Chapultepec is een straat in Mexico-Stad. De straat loopt van oost naar west ten zuiden van de Paseo de la Reforma. De Avenida Chapultepec begint bij Balderas en eindigt bij Chapultepec, waaraan ze haar naam ontleent.
De Avenida Chapultepec doorkruist het zakencentrum van Mexico-Stad. Langs de straat bevinden zich verschillende belangrijke kantoorgebouwen en overheidsinstellingen, en zij vormt de zuidrand van de Zona Rosa. Aan de kruising met de Avenida de los Insurgentes bevindt zich de Glorieta de los Insurgentes, een enorme rotonde waarin zich een winkelcentrum, verschillende monumenten en een metrostation bevinden.